# Raymond Spruance
Raymond Ames Spruance (Baltimore, Maryland, Estados Unidos; 3 de julio de 1886-Pebble Beach, California; 13 de diciembre de 1969) fue un militar, ingeniero eléctrico, y embajador estadounidense. Spruance condujo a la victoria a las unidades navales de Estados Unidos en la batalla de Midway. Además, también participó en la batalla del Mar de Filipinas y en la planificación naval de la invasión de Iwo Jima.

## Biografía
Raymond Ames Spruance nació en 1886 en Baltimore, Maryland, hijo de Alexander y Annie Spruance, y se crio en Indianápolis. 
En 1903, con 17 años ingresó a la Academia Naval de Annapolis donde se graduó en 1907. Sus primeros navíos de servicio fueron el USS Iowa y el USS Minnesota, en cuyo servicio realizó su primera vuelta al mundo.
En 1909 realizó un curso de Ingeniería eléctrica en General Electric en Nueva York y volvió al servicio, en 1910 en el USS Connecticut, como oficial en grado superior de máquinas. En 1913 asumió su primer mando como teniente capitán en el USS Bainbridge y en 1914 sirvió como Inspector de Maquinarias en un astillero y dique seco de la Armada en Newsport, Virginia.
Durante la Primera Guerra Mundial fue oficial técnico en la modernización del USS Pennsylvania y además contribuyó a su comisionamiento en 1916 sirviendo en el hasta 1917. Hacia el final de la guerra fue asignado como ingeniero y director asistente en el astillero naval de Nueva York, especializándose en el Reino Unido en control de incendios.
En el periodo de entreguerras fue asignado en la División de Ingeniería de la Armada contribuyendo en aspectos técnicos del USS Aaron Ward y del USS Percival. En 1922 asumió el mando del USS Dale y el USS Osborne y del USS Missisippi.
Entre 1926 y 1927 estudió en la Escuela Naval de Guerra y en junio de 1932 alcanzó el grado de Capitán. Comandó varios destructores y sirvió al mando del USS Raleigh entre 1933 y 1935.

### Segunda Guerra Mundial
En 1939 alcanzó el grado de contralmirante y asumió el mando de varios acorazados y cruceros pasando al mando de la 5.ª División de Cruceros izando insignia en el USS Norhampton y estaba al mando de esta unidad cuando los Estados Unidos sufrieron el ataque a Pearl Harbor en diciembre de 1941.
Spruance dirigió su división en los bombardeos de Wotje, Maloelap, isla Wake y las islas Marcus bajo dominio japonés. Más tarde, acompañó al comandante Halsey  en la incursión Doolittle en febrero de 1942. 
En vísperas de la batalla de Midway, en junio de 1942, el almirante William F. Halsey enfermó gravemente y en una reunión con Nimitz en el hospital para considerar tan delicada situación, Halsey recomendó a Spruance para llevar la fuerza de portaaviones para interceptar a los japoneses, Nimitz aprobó el reemplazo asignándolo como comandante de la Task Force 16 de portaaviones.
Tanto Halsey como Nimitz le tenían en la más alta consideración. Para ellos, Spruance, de personalidad tranquila, inmutable e introvertida; era un hombre muy inteligente, con excepcionales dotes de planificador y hábil estratega, y no se equivocaron, pues sus decisiones fueron siempre consideradas como muy acertadas.
Durante la batalla de Midway, Spruance con tan solo tres portaaviones clase Yorktown y, enfrentado a un enemigo muy superior tanto en artillería embarcada como en número, hizo gala de una rara mezcla de arrojo, astucia, intuición e inteligencia conduciendo hábilmente sus fuerzas para detectar, atacar y hundir a la fuerza principal de portaaviones al mando del almirante Chuichi Nagumo de la Armada Imperial Japonesa a costa de la pérdida del portaaviones USS Yorktown. Después de la victoria, Nimitz lo nombró Jefe del Estado Mayor de la Flota del Pacífico con el grado de almirante y participó en la batalla del Mar de Filipinas.
A fines de 1943, Spruance fue nombrado Comandante en Jefe de la 5.ª Flota de cruceros izando su insignia en el USS Indianapolis al mando del  contralmirante Charles Butler McVay III. Planificó la estrategia naval para las invasiones de Iwo Jima y Okinawa, a febrero de 1945 cuando el crucero fue tocado por un kamikaze dañándolo seriamente durante la batalla de Okinawa. Izó en marzo de 1945 en el acorazado USS New Mexico y planificó en Pearl Harbor la Operación Olympic, cuyo objetivo era la invasión de territorio insular japonés y que implicaba la pérdida de un millón de soldados americanos y millones de japoneses. El ataque nuclear sobre Hiroshima y Nagasaki canceló la costosa operación militar y Japón se rindió en agosto de 1945, poniendo fin a la Segunda Guerra Mundial.

### Vida final
Spruance después de la guerra sirvió como Comandante en Jefe de la Flota del Pacífico (CINCPAC). Junto con el almirante Chester Nimitz, defendió al contralmirante Charles Butler McVay III y lo repuso en su grado en 1946. Fue nombrado Presidente de la Academia Naval de Guerra donde se jubiló del servicio en 1948. Sirvió como embajador en las Filipinas entre 1952 y 1955.
Raymond Spruance falleció en la localidad de Pebble Beach, California el sábado 13 de diciembre de 1969 y fue enterrado en San Bruno, en el Golden Gate Cementery junto a los almirantes Nimitz, Richmond Kelly Turner y Charles Andrews Lockwood Jr., quienes fueron sus grandes amigos en vida. 
El destructor USS Spruance (DD-963) fue nombrado en su honor.